# Nicolas Dupuy
Pour l’article ayant un titre homophone, voir Dupuis.
Nicolas Dupuy (1650-1711) est un peintre Lorrain originaire de Pont-à-Mousson, et issus d'une famille de peintre de Nancy.

## Biographie

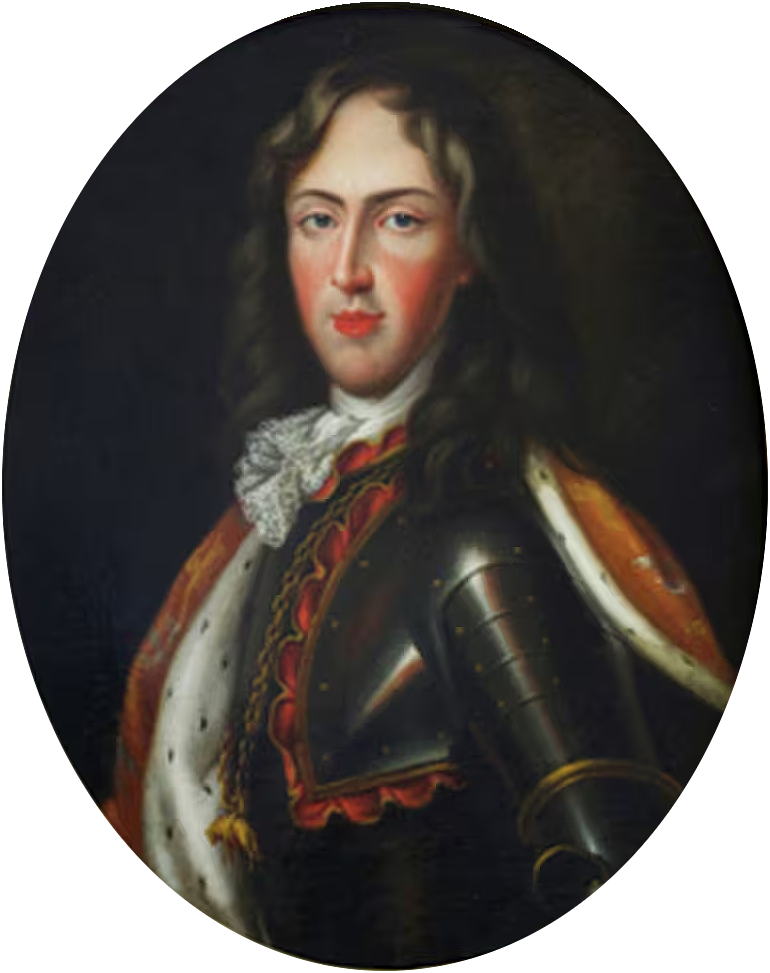
Léopold Ier de Lorraine

Il a commencé sa carrière de peintre en 1698 à Metz (Royaume de France) avant de faire carrière dans son Duché de Lorraine natal ou il obtient rapidement le titre prestigieux de peintre de son Altesse Royale Léopold Ier de Lorraine dont il réalisera son tableau le plus célèbre : Portrait de Léopold, duc de Lorraine et de Bar en 1703.
Peintre officiel de la cour de Lorraine il effectue également plusieurs portraits officiels notamment de la Duchesse Élisabeth-Charlotte d'Orléans et surtout l'étonnant portrait du Duc Léopold, sans perruque et en cuirasse, conservé au Château de Lunéville. Ce portrait est dans la lignée des portraits des Ducs de Lorraine représentés en chef de guerre, dont le prestige était immense à la cour impériale de Vienne : le père de Léopold, le Duc Charles V de Lorraine ayant vaincu les Turcs sous les remparts de Vienne.
Il fut anobli en 1706.